# 英國脫歐術語彙編

英國脫歐深深影響英國社會，亦令許多有關的術語紛紛出現

自英國政府決定在2016年6月23日舉行英國去留歐盟公投後，許多與英國脫歐有關的行話紛紛出現。

## A
Article 50（第50條）
指的是《歐洲聯盟條約》第50條，在2009年首次被納入條約，載列成員國脫離歐洲聯盟的程序。當成員國正式通知歐盟推退出後，雙方有兩年時間磋商一份脫歐協議。除非雙方同意延長談判期或成員國撤銷引用第50條，否則會籍將在談判期結束後自動完結，即便雙方有否達成協議也好。若成功達成協議，該成員國可在限期前隨時放棄會籍。2017年3月29日，英國首相文翠珊正式引用第50條，開展英國脫歐程序。

## B
Blind Brexit（英國盲脫歐）
代表英國在未釐清英歐貿易協議條文的情況下離開歐盟。脫歐後至2020年12月31日期間，英國和歐盟可以完善協議內容，而英方實際上仍然是歐盟成員國，但沒有投票權。又被稱為「Blindfold Brexit」（英國蒙眼脫歐）。
Breturn（回歐）是「British」（英國的）和「Return」（回來）的混成詞，由反對脫歐的人士用來代指推翻公投結果並在未來重新加入歐盟。
Brexit（英國脫歐）
是「British」（英國的）和「exit」（退出）的混成詞及複雜名詞短語，早期稱為「Brixit」。《牛津英語詞典》認證的首次使用是2012年5月15日、彼得·衛庭的Euractiv部落格文章。脫歐一詞參考了同年2月6日首次獲認證使用的「希退（Grexit）」，即希臘退出歐元區的可能性。英國的歐盟會籍最終在2020年1月31日國際標準時間晚上11點結束，代表英國正式脫歐。
Brexit day（英國脫歐日）
代表英國正式脫離歐盟的日子，即2020年1月31日晚上11點。脫歐日原定是2019年3月29日晚上11點，但之後押後至4月12日或5月22日，視乎能否達成並批准脫歐協議；再押後至7月1日或10月31日，視乎英方是否參與歐洲議會選舉。參見「Exit Day」。
Brexiteer（英國脫歐人）
代指英國脫歐支持者，又指脫歐陣營的追隨者。或稱「Brexiter」，參見「Leaver」。
Brextremist（英國極端脫歐分子）
是「Brexiter」和「extremist」（極端主義者）的貶義混成詞，用以形容過於熱衷且毫不妥協的脫歐人。
Brexshit（英國脫歐）
是「Brexit」和「Shit」的混成詞，亦是「Brexit」一詞的貶義變體，主要由反脫歐者用來批評脫歐。
Brextension（英國遲脫歐）
是「Brexit」和「extension」（延長）的混成詞，代表英國脫歐限期延遲至2020年1月31日。

## C
Canada model（加拿大模式）
代表英國與歐盟之間自由貿易協定的其中一個方案，容許英國控制自己的貿易政策並反對英歐共同協商，但雙方仍須就原產地規則達成協議。在此方案下的英歐貿易將比加入欧洲自由贸易联盟受到更多掣肘，也因而要在愛爾蘭島設立邊境管制，成為最大的爭議。至於加拿大與歐盟的協議花費了七年時間才成功，但脫歐支持者認為英歐已就規管標準達成共識，因此談判時間將可大大縮短。或稱「Canada plus」（加拿大+）。
Chequers plan（契克斯計劃）
代表英國政府在2018年7月公佈的白皮书，表達英方希望在未來與歐盟的關係情況。白皮書在契克斯的一場內閣會議中獲通過，並導致多名大臣請辭。2018年11月，英國和歐盟達成脫歐協議草稿和政治宣言，意味契克斯計劃被不會落實。
Clean break Brexit（英國一刀兩斷脫歐）
主要由提出無協議脫歐的政黨使用，尤其是英國脫歐黨。或稱「Clean Brexit」（英國乾淨利落脫歐），參見「No-deal Brexit」。

## D
Divorce bill（分手費）
指英國尚欠歐洲聯盟的金額。源由是當英國仍然是成員國時，曾與歐盟達成財政承諾。英國預算責任辦公室在2019年3月估計費用為£380億，隨著脫歐押後並繳交普通會費後，最終費用估計為£330億。 英國脫歐後進入過渡期，期間繼續如其他成員國般向歐盟交錢，從而削減債項。官方稱為「Financial settlement」（財政協定），或稱「Exit bill」（退出費）。

## E
EU customs union（歐盟關稅同盟）
即歐盟成員國之間不會向對方進口的貨品徵收稅項，而其他非成員國進口貨品也會有共同關稅。關稅同盟促進貿易及經濟合作，而離開組織則可以自行制定貿易政策。脫歐協議提及，英國所有構成國和地區將會離開關稅聯盟，法理上在北愛爾蘭和愛爾蘭之間設立關稅邊界，但實際上所有清關都會在愛爾蘭海完成，有機會由北愛運至愛爾蘭的貨品則需要徵收稅款。
Exit day（退出日）
被英國國內法律定義以處理脫歐後對英國國內的影響，法律上沒有與脫歐日掛鈎。參見「Brexit Day」。

## F
Flextension（彈性延長）
被下議院圖書館用以代表脫歐談判的首次延長，即若脫歐協議獲得下議院准許則延長至2019年5月22日，若非則為4月12日。歐洲理事會主席唐納德·圖斯克亦曾用此詞說明英國可在2020年1月31日任何一個月的第一日離開歐盟，只要英國國會和歐洲議會批准脫歐協意即可。

## H
Hard Brexit（硬脫歐）
通常代表英國在很少協議或無協議的情況下離開歐洲聯盟和歐洲單一市場，意味雙方貿易將依據世界贸易组织規則進行，歐洲聯盟專門機構（如航空安全）亦不會再向英方提供服務。與「Soft Brexit」一樣都是經常被媒體形容為脫歐後英國與歐盟的潛在關係。
Hard border（硬邊界）
代指出現實際邊境管制的北愛爾蘭與愛爾蘭邊界。英國脫歐之前，北愛爾蘭和愛爾蘭之間無須海關關口，而在1998年結束北愛爾蘭衝突的贝尔法斯特协议亦移除了兩地之間的安全檢查。但脫歐以後，兩地屬於不同關稅地區。英歐雙方都希望避免此情況出現，但屢屢未能成功尋找出路。外界憂慮硬邊界將可能危及1998年協議。2019年10月的脫歐協議最終決定清關在愛爾蘭海進行，而北愛爾蘭將依從部分的歐洲規例，從而避免硬邊界。

## I
Indicative vote（指示性表決）
代表下議院就無約束力決議進行的一系列表決，旨在檢視下議院就某一議題不同選項的取向。2019年3月27日，下議院議員就英國脫歐下一步進程的八個不同選項進行指示性表決，但最終全數都被否決。到4月1日，下議院再就四個選項進行新一輪指示性表決，依舊全被否決。
Implementation period（實施期）
參見「Transition period」。
Irish backstop（愛爾蘭邊界後備方案）
指為避免北愛爾蘭和愛爾蘭出現硬邊界及尊重貝爾法斯特協議的「保障政策」，並被納入2018年的脫歐協議。一旦在過渡期後仍未能就愛爾蘭邊界問題達成解決方案，後備方案即會落實。根據方案，英國將會留在歐盟關稅聯盟，而北愛爾蘭將比英國其餘地方遵從更多歐盟規則。反對者擔心後備方案將會令脫歐後的英國無限期依附歐盟，而英方亦不能夠單方面退出此方案。2019年10月，當局修訂脫歐協議，後備方案被一個四年計劃取代，其間北愛爾蘭將繼續實行歐盟法律，如獲得北愛爾蘭議會同意，該期限可以延長至八年。簡稱「Backstop」（後備方案）。

## L
Leaver（離開者）
參見「Brexiteer」。
Lexit（左翼脫歐者）
是「Left-wing」（左翼）和「Brexit」的混成詞，代表英國脫歐的左翼陣營立場，支持者被稱為「Lexiter」。

## M
Meaningful vote（有意義表決）
代表《2018年歐洲聯盟（脫離）法令》第13條規定的國會表決，要求政府在英國國會動議就英歐談判成果進行辯論和表決，英國國會通過後將交由欧洲议会表決是否根據《歐盟條約》第50(2)條同意脫歐協議。
Managed no-deal Brexit（有序無協議脫歐）
指若英國在無協議情況下脫歐需就政治、法律和技術上作的決定。政府研究院曾指此等概念不切實際。

## N
No-deal Brexit（英國無協議脫歐）
指英國在沒有與歐盟達成脫歐協議和/或貿易協議的情況下離開歐洲聯盟。
挪威模式（Norway model）
又稱「Norway plus」（挪威+），代表英國離開歐盟後的其中一個情況：成為欧洲自由贸易联盟及歐洲經濟區成員，或另外加入歐盟關稅同盟（即+的意思）。英方加入自由貿易聯盟和經濟區的話，將可以留在單一市場而毋須受到共同漁業政策、共同農業政策和欧洲法院束縛。不過由於英國將受到自由貿易聯盟法院管轄，英方需要將大量歐盟法律轉化為本地法律；而自貿法院也不少受到歐洲法院的影響，英方卻難以修訂歐盟法律，唯有被逼接受。英國也需容許歐盟和英國之間人員自由流動，亦即是脫歐派的其中一個反對點。

## P
People's Vote（人民之票）
指提倡就最終脫歐協議舉行二次公投的利益團體。團體在2018年4月成立，並曾舉辦多場示威反對脫歐，包括人民之票遊行。
Political declaration（政治宣言）
指訂下英國與歐盟未來關係的框架文件，並將成為英國脫歐後雙方貿易談判的基礎。政治宣言不如脫歐協議般具有法律約束力。

## R
Remainer（留歐者）代指英國留在歐盟的支持者。
Remoaner（留歐呻吟）
是「Remainer」和「moan」的混成詞，由脫歐支持者抨擊要求廢除公投後所有進展的留歐支持者。

## S
Second referendum（二次公投）
是由多名政治人物和壓力團體提倡的方案，要求在脫歐公投後再舉行公投，例如再次決定是否脫歐、或決定是否通過脫歐協議。
Slow Brexit（英國慢脫歐）
由英國首相文翠珊在2019年3月25日於國會首次提出，警告談判期將可能延長至5月22日過後，繼而拖慢脫歐進程，意味會出現更多不確定性。
Soft Brexit（英國軟脫歐）
涵蓋英國與歐盟達成的任何協議，包括留在歐洲單一市場、或根據歐洲經濟區保留英歐雙方的部分人員自由流動、或自由貿易，而契克斯計劃也表露了軟脫歐的特性。與「Hard Brexit」一樣都是經常被媒體形容為脫歐後英國與歐盟的潛在關係。

## T
Transition（過渡期）
指根據《2019－20年歐洲聯盟（脫離協議）法令》第39條規定的時段，至2020年12月31日國際標準時間晚上11點結束，期間英國和歐洲繼續磋商未來的合作和完善協議。

## W
Withdrawal agreement（脫歐協議）
代表英國和歐盟之間就英國脫離歐盟而定下的條約。協議第一版本在2018年11月獲雙方同意，但三度被英國國會否決，主因是具爭議的愛爾蘭邊境後備方案，最終逼使文翠珊辭任首相。新任首相莊漢生尋求重新談判協議，但歐盟表明反對，但歐盟仍然在2019年10月與英國政府達成新版本的脫歐協議，廢除了愛爾蘭後備方案而改用另一選項。隨著保守黨在同年12月大選大勝，下議院最終在翌年一月三讀通過新協議。

## 延伸閱讀
- Gadd, Eleanor (编).  (PDF). House of Commons Library. 2019-12-17  [2020-01-02]. （原始内容存档 (PDF)于2020-10-29）.
- Henley, Jon. . The Guardian. 2018-11-23  [2020-01-02]. （原始内容存档于2021-04-15）.
- O'Grady, Sean. . The Independent. 2018-02-21  [2020-01-02]. （原始内容存档于2020-11-09）.
- . BBC News. 2019-10-21  [2020-01-02]. （原始内容存档于2019-09-07）.
- Kirby, Jen. . Vox. 2019-10-28  [2020-01-02]. （原始内容存档于2020-12-11）.
- . Sky News. 2019-06-26  [2020-01-02]. （原始内容存档于2021-04-17）.